# Johan Splinter Stavorinus
Johan Splinter Stavorinus (geb.  1739 in Middelburg; gest. 1788 ebenda) war ein niederländischer Kapitän und Ostindienfahrer.

## Leben
Stavorinus war ein Konteradmiral der Admiralität Zeeland. Er wurde 1739 in Middelburg geboren und reiste für die Admiralität und die Niederländische Ostindien-Kompanie (VOX) nach Indien. Seine Berichte über seine beiden Reisen im Dienste der Niederländischen Ostindien-Kompanie (die erste 1768–1771, die zweite 1774–1778) enthalten interessante Beobachtungen über die niederländischen Besitzungen in Ostindien, Indien und Südafrika und liefern eine besonders genaue Beschreibung der Kapkolonie und ihrer Bewohner. Während seines Aufenthalts in Batavia beobachtete Stavorinus die Ankunft von Kapitän Cook mit der Endeavour aus Tahiti im Jahr 1770. Stavorinus' Erzählungen wurden ursprünglich 1793 und 1797 auf Niederländisch veröffentlicht.
Sein erster Bericht wurden von seinem Sohn in dem Buch Reize van Zeeland over de Kaap de Goede Hoop naar Batavia, Bantam, Bengalen, enz. gedaan in de jaaren 1768 tot 1771 veröffentlicht. Dieses Buch wurde von Lueder mit einigen Anmerkungen unter dem Titel Reise nach dem Vorgebürge der guten Hoffnung, Java und Bengalen in den Jahren 1768 bis 1771 übersetzte, und von Samuel Hull Wilcocke unter dem Titel Voyages to the East Indies, 2 Bände ins Englische. Es wurde auch ins Französische übertragen.
Das Reisewerk bietet einen genauen und wertvollen Bericht über das Kap im letzten Viertel des 18. Jahrhunderts, mit einer interessanten Beschreibung von Kapstadt und seinen Bewohnern, es enthält auch ausführliche Berichte über Batavia und Bengalen und bildet ein Schlüsselwerk über die Niederländer in Afrika und im Osten, über die Besitzungen der Holländer in Ostindien, wie die Inseln Celebes (Sulawesi), Ambon, Buton, Selayar usw.
Als aufmerksamer Reisender kommentiert Stavorinus nicht nur die vielen exotischen Schönheiten, denen er begegnet (besonders angetan war er von der Schönheit der Parsi-Frauen von Gujarat), sondern beschreibt auch den Niedergang der Niederländischen Ostindien-Kompanie, die entsetzlichen gesundheitlichen Bedingungen im pestverseuchten Batavia, die jedes Jahr das Leben zahlreicher VOC-Diener forderten, das Schicksal der in Batavia gehaltenen Sklaven, die Trinkgewohnheiten der Europäer in Ambon (wobei 10 bis 12 Gläser vor dem Essen offenbar keine Ausnahme waren) und vieles andere mehr.